# 대구청라중학교
대구청라중학교(大邱靑蘿中學校)는 대한민국 대구광역시 서구 비산동에 있는 사립 중학교이다.

## 학교 연혁
- 1966년 3월 10일 : 학교법인 춘추숙 설립인가, 경상여자중학교 설립인가 (12학급)
- 1966년 4월 6일 : 초대 신태수 교장 취임, 개교 및 66학년도 입학식 거행
- 1973년 12월 15일 : 본관 5층 30개 교실 준공
- 1976년 9월 30일 : 본관 서편 12개 교실 준공
- 1980년 7월 11일 : 학교법인 춘추숙, 학교법인 협성교육재단 합병
- 1989년 5월 27일 : 대강당 신축 준공
- 2007년 11월 2일 : 백합도서관 준공 개관
- 2020년 3월 1일 : 제28대 김문태 교장 취임
- 2022년 1월 28일 : 제54회 졸업식(48명, 총 졸업생 22,974명)
- 2022년 3월 2일 : 2022학년도 입학식(50명)
- 2024년 3월 1일 : 남여공학 전환으로 교명변경[경상여자중학교 → 대구청라중학교]

## 참고 자료
- 대구청라중학교 - 한국교육학술정보원 학교알리미